# Dancing With The Dead
Dancing with the Dead es el cuarto álbum de la banda sueca de metal industrial Pain. Fue lanzado en el 2005 por la disquera sueca Stockholm Records.

## Lista de canciones
1. Don't Count Me Out
2. Same Old Song
3. Nothing
4. Tables Have Turned
5. Not Afraid To Die
6. Dancing With The Dead
7. Tear It Up
8. Bye / Die
9. My Misery
10. Good Day To Die
11. Stay Away
12. Third Wave

- Datos: Q2576466